# Piemont

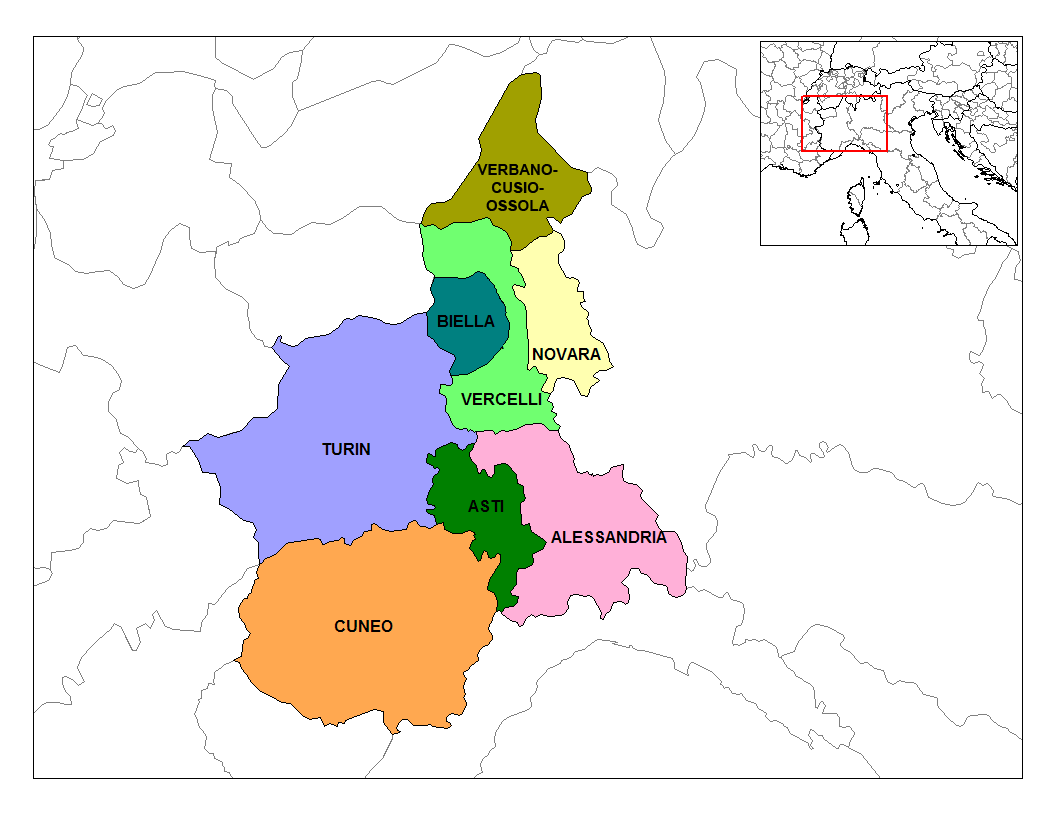
Provinciile regiunii Piemont

Piemont (în italiană Piemonte) este una dintre cele 20 de regiuni ale Italiei. Are o suprafață de 25.400 km² și o populație de aproximativ 4,4 milioane. Capitala regiunii este Torino.
Regiunea este amplasată la granița cu Franța și Elveția.

## Geografie
Piemontul este înconjurat în trei părți de Alpi, incluzând Monviso-ul, de unde izvorăște râul Po. Are graniță cu Franța și cu regiunile italiene Lombardia, Liguria și Valle d'Aosta.
Regiunea este împărțită în opt provincii administrative (Alessandria, Asti, Biella, Cuneo, Novara, Torino, Verbano-Cusio-Ossola și Vercelli) fiecare numită după orașul ei principal. Alte orașe importante sunt Moncalieri și Rivoli.
Șesul Piemontez este o regiune agricultural fertilă, ce produce grâu, orez, porumb și struguri; în regiune se mai află de asemenea centre industriale majore, cum ar fi orașul Torino, reședință a constructorului de automobile FIAT.
Principalul teritoriu al casei de Savoia din 1046 (duci de Savoia din 1416 și regi de Sardinia din 1720), Piemont a fost trambulina pentru Unificarea Italiei între 1859-1861, după unele războaie neconcludente împotriva Austriei în 1820-1821 și 1848-1849.

## Istoria
Piemont a fost locuit de la începutul istoriei de triburile celtice-Liguriane, cum ar fi Taurini și Salassi. Acestea au fost ocupate mai târziu de către romani (c. 220 î.Hr.), care au fondat mai multe colonii acolo, inclusiv Augusta Taurinorum (Torino) și Eporedia (Ivrea). După căderea Imperiului Roman de Vest, regiunea a fost în mod repetat, invadată de goți (sec. al V-lea), bizantini, franci (773). În secolele 9-10 au existat mai multe incursiuni efectuate de maghiari și sarazini. La un moment dat Piemontul, ca parte a Regatului Italia în Sfântul Imperiu Roman, a fost împărțit în mai multe mărci și comitate.
Regiunea Piemont din Italia este cel mai mare producător de orez.
În 1046 Oddo a adăugat Savoy Piedmont la principalele sale teritorii, cu capitala la Chambéry (în prezent în Franța). Alte zone au rămas independente, cum ar fi puternicele comune (municipii) din Asti și Alessandria și marchizatul de Saluzzo și Montferrat. Consiliul de Savoy a fost crescut la Ducat în 1416, iar Ducele Emanuele Filiberto își mută sediul la Torino, în 1563. În 1720 ducele de Savoy a devenit rege al Sardiniei, fondator ce a evoluat în Regatul Piemont-Sardinia, fapt ce a permis orasului Torino să crească ca importanță drept o capitală europeană.
La Congresul de la Viena, Regatul Piemont-Sardinia a fost restaurat, și, în plus, a primit Republica Genova pentru a consolida-o ca o barieră împotriva Franței.
Piemont a lansat inițial unificarea Italiei, în 1859-1861, în urma războaielor anterioare nereușite împotriva Imperiului Austriac în 1820-1821 și 1848-1849. Acest proces este denumit uneori „piedmontisation”. Casa de Savoia a devenit conducătoarea Italiei, iar orașul Torino a fost pentru scurt timp capitala Italiei. După aceea capitala a fost mutată la Florența, apoi la Roma. Ca recunoaștere a rolului istoric al Piemontului, regele Italiei a fost cunoscut sub numele de Prinț al Piemontului.